# Aleksander Aamodt Kilde
Pour les articles homonymes, voir Aamodt.
Aleksander Aamodt Kilde, né le 21 septembre 1992 à Bærum, est un skieur alpin norvégien. Il remporte le classement de la Coupe du monde de super-G en 2016 en devenant le plus jeune skieur à l'avoir remporté. Sa régularité lors de la saison 2019-2020 fait de lui le successeur de Marcel Hirscher (octuple vainqueur du gros globe de cristal, en continu de 2012 à 2019) au classement général de la Coupe du monde, bien qu'il ne compte qu'une victoire, remportant le trophée au terme d'une saison tronquée par l'épidémie de Coronavirus Covid-19. Alors qu'il est à nouveau un protagoniste pour le gros globe en 2020-2021, il se blesse au genou à l'entrainement mi-janvier, et doit mettre un terme à sa saison. Il revient lors de la saison 2021-2022 pour reprendre sa place parmi les meilleurs dans les épreuves de vitesse en remportant pas moins de sept courses en Coupe du monde, deux médailles olympiques et les petits globes du Super-G et de la descente. Son hiver 2022-2023 est du même niveau, avec six victoires en descente qui lui permettent de conserver le petit globe de la spécialité, et ses deux premières médailles, en argent, dans les Championnats du monde, à Courchevel-Méribel. Depuis 2021, il partage sa vie avec Mikaela Shiffrin. Le 13 janvier 2024, au cours d'une saison où il compte trois podiums (dont son tout premier en slalom géant) mais pas encore de victoire, il chute à haute vitesse dans le mur d'arrivée de la descente de Wengen, ce qui met un terme à sa saison. 

## Biographie

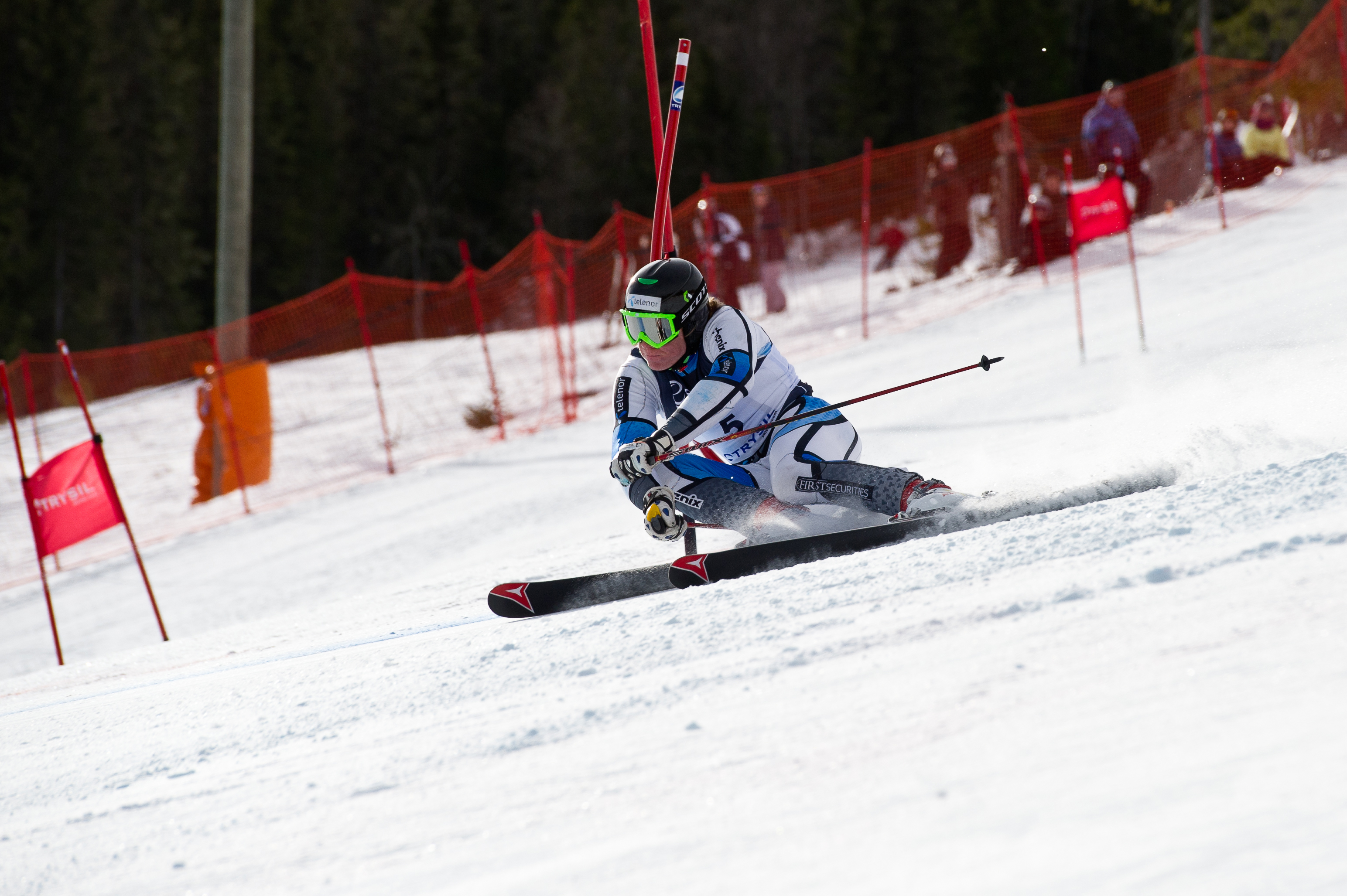
Aleksander Aamodt Kilde en 2011.

Né à Bærum, Aleksander Aamodt Kilde est licencié au Lommedalens IL. Il commence sa carrière au début de l'hiver 2007-2008 en participant à des courses FIS. Il fait ses débuts en Coupe du monde en octobre 2012 et court depuis dans toutes les disciplines, tout en ciblant principalement le super G et le slalom géant.
En 2013, il devient champion du monde junior de slalom géant au Québec devant son compatriote Henrik Kristoffersen et gagne la Coupe d'Europe.
Il est sélectionné ensuite pour les Jeux olympiques de Sotchi 2014, où il abandonne la descente, conclut le super G au treizième rang et ne termine pas le super-combiné alors qu'il était placé quatrième après la descente.
Le 18 décembre 2015, à l'occasion du Super G comptant pour la Coupe du monde, il connait son premier podium (3e), lors d'un jour historique pour le ski norvégien puisque pour la première fois en Super G lors d'une coupe du monde, trois Norvégiens sont sur le podium : Aksel Lund Svindal, Kjetil Jansrud et Aleksander Aamodt Kilde.
Le 30 janvier 2016, il remporte son premier succès en coupe du monde en remportant la descente de Garmisch-Partenkirchen malgré un dossard 30 devant le Slovène Bostjan Kline et le Suisse Beat Feuz. Cette victoire intervient une semaine après la chute du leader de l'équipe de Norvège et du classement de la descente Svindal, ce dernier ayant été contraint à mettre un terme à sa saison. Aux Championnats du monde 2017, il se retrouvé deux fois au pied du podium (quatrième) au super G et au combiné.
Il doit attendre le 15 décembre 2018 pour renouer avec la victoire, en dominant la descente de Val Gardena.

### 2019-2020: quatrième skieur norvégien vainqueur du gros globe de cristal
Lors de la saison 2019-2020, il aligne les top 10 à chacune de ses sorties en descente, super-G, géant et combiné, parmi lesquels à mi-février, neuf top 5 et six podiums, parvenant finalement à s'imposer dans le Super-G de Saalbach le 14 février. Sa régularité lui permet de se battre pour la victoire au classement général de la Coupe du monde, et même de s'installer à la première place, après son premier succès de l'hiver. Alors qu'Alexis Pinturault a repris la tête du classement général en marquant 250 points sur 300 possibles lors des trois épreuves disputées à Hinterstoder (4e du Super-G, vainqueur du combiné et du slalom), il s'avère que la dernière course de la saison est la descente disputée sur l'Olympiabakken de Kvitfjell le 7 mars, puisque en raison de l'épidémie mondiale de Coronavirus Covid-19, les finales prévues à Cortina d'Ampezzo sont annulées, avant que les deux épreuves techniques de Kranjska Gora programmées les 14 et 15 mars ne le soient également. Kilde marque les 80 points de la 2e place derrière Matthias Mayer dans cette descente et repasse en tête avec 54 points d'avance. Cet écart s'avère définitif, et il remporte le gros globe de cristal avec pas moins de vingt top 10 dans quatre disciplines, onze top cinq, sept podiums et une seule victoire. Il est le quatrième norvégien vainqueur du gros globe de cristal après Kjetil Andre Aamodt (le premier d'entre eux en 1994), Lasse Kjus (1996 et 1999) et Aksel Lund Svindal (2007 et 2009).

### 2020-2021:  bien parti mais stoppé par une blessure
Il augmente son capital de victoires lors de la saison 2020-2021 en gagnant coup sur coup le Super-G et la descente de Val Gardena les 18 et 19 décembre, ses résultats font de nouveau de lui un des principaux protagonistes pour la victoire au classement général. Mais le 15 janvier, s'entrainant à Reiteralm (Autriche), il chute lourdement et se blesse au genou, avec une rupture du ligament croisé. Sa saison est donc terminée, laissant Alexis Pinturault s'installer tête du classement général, avant de gagner le gros globe en fin de saison.

### 2021-2022: retour au sommet
A l'occasion de la première série d'épreuves de disciplines de vitesse de la saison 2021-2022 à Lake Louise (Canada) puis Beaver Creek (Colorado), Aleksander Aamodt Kilde effectue un retour remarquable, se positionnant parmi les dix meilleurs dans pratiquement toutes les phases de course ou d'entraînement. Neuvième sur la descente de Lake Louise, le Norvégien revient en grande forme sur le super géant et la descente de Beaver Creek, remportant les deux courses. Sa victoire dans le Super-G de Bormio le 29 décembre est sa troisième consécutive de l'hiver dans la discipline. Il réalise ensuite un exploit rare en gagnant les deux « grandes classiques » de l'hiver en descente, s'imposant sur le Lauberhorn à Wengen le 14 janvier et une semaine plus tard sur la Streif de Kitzbühel. Le dernier coureur à avoir accompli ce doublé particulier était Didier Défago lors de la saison 2008-2009, mais il s'agissait de ses deux seules victoires de l'hiver, alors que Kilde en compte déjà six : trois descentes et autant de Super-G. Il  prend du coup le dossard rouge de leader du classement de la descente.
Lors des Jeux olympiques d'hiver de 2022, à Pékin, il manque le podium sur la descente (5e), mais pas sur le super G, puisqu'il remporte la médaille de bronze, derrière notamment Matthias Mayer qui conserve son titre, ainsi que sur le combiné alpin, où il décroche l'argent derrière Johannes Strolz grâce au meilleur temps sur la descente.
Lorsque les épreuves de vitesse reprennent en Coupe du monde, à Kvitfjell, il s'impose en Super-G le 6 mars sur l'Olympiabakken, sa quatrième victoire de l'hiver dans la discipline, ce qui lui permet de s'adjuger le petit globe de cristal à une course de la fin.
Le 16 mars, en se classant quatrième de la descente des finales de Courchevel/Méribel alors que son principal poursuivant et quadruple tenant du petit globe de la discipline Beat Feuz termine troisième, il conserve sur lui une avance de treize points au classement de la discipline et s'adjuge un trophée de cristal supplémentaire. Il a de plus la joie, une heure plus tard, d'assister à la victoire de sa compagne Mikaela Shiffrin dans la descente féminine, manifestant sa joie dans l'aire d'arrivée avant que tous deux se tombent dans les bras.

### 2022-2023: Roi de la descente, premiers podiums aux Mondiaux
Alexander Aamodt Kilde est à nouveau le meilleur descendeur de l'hiver, avec six victoires (il remporte notamment notamment  les « classiques » Val Gardena, Wengen, Kitzbühel), ce qui lui permet de conserver le petit globe de la discipline à une course de la fin de la saison, quand il gagne la descente d'Aspen le 4 mars. Il s'impose également deux fois en Super-G, ce qui fait huit victoires dans l'hiver, le meilleur score de sa carrière. Dans cette discipline, il doit cependant céder le petit globe à Marco Odermatt qui ne quitte pas le podium et s'impose cinq fois. Par ailleurs, le coureur norvégien qui partage ses émotions avec sa compagne reine de l'hiver Mikaela Shiffrin, remporte aux Mondiaux de Courchevel-Méribel ses deux premières médailles, celle de la descente derrière Odermatt, et celle du Super-G, où il est battu de 1/100e de seconde par le canadien James Crawford.

### Vie privée
En juin 2021, Aleksander Aamodt Kilde et la skieuse américaine Mikaela Shiffrin annoncent être en couple sur les réseaux sociaux,,.

## Palmarès

### Jeux olympiques d'hiver
| Épreuve / Édition   | Descente | Super G                             | Slalom géant                     | Combiné                            |
| JO 2014 Sotchi      | DNF      | 13e                                 | Épreuve inexistante à cette date | DNF                                |
| JO 2018 Pyeongchang | 15e      | 13e                                 | DNF                              | 21e                                |
| JO 2022 Pékin       | 5e       | Médaille de bronze, Jeux olympiques | -                                | Médaille d'argent, Jeux olympiques |

### Championnats du monde
| Épreuve / Édition                 | Descente | Super G | Slalom géant | Combiné / super combiné | Par équipes |
| Mondiaux 2015 Vail - Beaver Creek | 26e      | 19e     | —            | 8e                      | —           |
| Mondiaux 2017 Saint-Moritz        | 6e       | 4e      | Abandon      | 4e                      | 5e          |
| Mondiaux 2019 Åre                 | 8e       | 24e     | Abandon      | 22e                     | —           |
| Mondiaux 2023 Courchevel/Méribel  | Argent   | Argent  | Abandon      | —                       |             |

Légende :

— : n'a pas participé à cette épreuve

### Coupe du monde
- 1 gros globe de cristal :
  - Vainqueur du classement général en 2020.
- 4 petits globes de cristal :
  - Vainqueur du classement du super G en 2016 et en 2022.
  - Vainqueur du classement de la descente en 2022 et  2023
- 48 podiums (24 en super G, 20 en descente, 3 en combiné et 1 en slalom géant), dont 21 victoires.

#### Détail des victoires
Aleksander Aamodt Kilde remporte sa première victoire le 30 janvier 2016 à l'arrivée de la descente de  Garmisch-Partenkirchen.
| Saison / Épreuve | Descente                                                    | Super G                                   | Total |
| 2015-2016        | Garmisch-Partenkirchen                                      | Hinterstoder                              | 2     |
| 2018-2019        | Val Gardena                                                 |                                           | 1     |
| 2019-2020        |                                                             | Saalbach                                  | 1     |
| 2020-2021        | Val Gardena                                                 | Val Gardena                               | 2     |
| 2021-2022        | Beaver Creek Wengen Kitzbühel                               | Beaver Creek Val Gardena Bormio Kvitfjell | 7     |
| 2022-2023        | Lake Louise Beaver Creek Val Gardena Wengen Kitzbühel Aspen | Beaver Creek Wengen                       | 8     |
| Total            | 12                                                          | 9                                         | 21    |

#### Classements par saison
| Saison / Épreuve | Saison / Épreuve | Général | Général | Descente | Descente | Super G | Super G | Slalom géant | Slalom géant | Slalom | Slalom | Combiné | Combiné |
| ---------------- | ---------------- | ------- | ------- | -------- | -------- | ------- | ------- | ------------ | ------------ | ------ | ------ | ------- | ------- |
| Saison / Épreuve | Saison / Épreuve | Class.  | Points  | Class.   | Points   | Class.  | Points  | Class.       | Points       | Class. | Points | Class.  | Points  |
| 2013-2014        | 2013-2014        | 80e     | 59      | 55e      | 1        | 29e     | 55      | -            | -            | -      | -      | 39e     | 3       |
| 2014-2015        | 2014-2015        | 75e     | 80      | 48e      | 22       | 26e     | 58      | -            | -            | -      | -      | -       | -       |
| 2015-2016        | 2015-2016        | 7e      | 756     | 12e      | 247      | 1er     | 415     | 36e          | 46           | -      | -      | 16e     | 46      |
| 2016-2017        | 2016-2017        | 7e      | 668     | 13e      | 178      | 3e      | 299     | 29e          | 59           | 36e    | 40     | 3e      | 92      |
| 2017-2018        | 2017-2018        | 15e     | 454     | 14e      | 157      | 12e     | 163     | 19e          | 95           | -      | -      | 15e     | 39      |
| 2018-2019        | 2018-2019        | 8e      | 651     | 4e       | 284      | 5e      | 299     | 30e          | 50           | -      | -      | 26e     | 18      |
| 2019-2020        | 2019-2020        | 1er     | 1202    | 4e       | 413      | 3e      | 336     | 8e           | 225          | -      | -      | 2e      | 172     |
| 2020-2021        | 2020-2021        | 11e     | 560     | 8e       | 190      | 5e      | 172     | 17e          | 180          | -      | -      | -       | -       |
| 2021-2022        | 2021-2022        | 2e      | 1172    | 1er      | 620      | 1er     | 530     | 35e          | 22           | -      | -      | -       | -       |
| 2022-2023        | 2022-2023        | 2e      | 1340    | 1er      | 760      | 2e      | 512     | 25e          | 68           | -      | -      | -       | -       |
| 2023-2024        | 2023-2024        | 14e     | 440     | 7e       | 220      | 16e     | 120     | 23e          | 100          | -      | -      | -       | -       |

### Championnats du monde junior
| Épreuve / Édition              | Descente | Super G | Slalom géant | Slalom  | Combiné |
| Mondiaux 2011 Crans Montana    | 41e      | 33e     | Abandon      | Abandon | -       |
| Mondiaux 2012 Roccaraso        | 24e      | 4e      | 9e           | Abandon | -       |
| Mondiaux 2013 Mont Sainte-Anne | 4e       | 11e     | Or           | Abandon | -       |

### Coupe d'Europe
- Gagnant du classement général en 2013.
- Gagnant du classement du super G en 2013.
- 8 podiums, dont 5 victoires en super G.

### Championnats de Norvège
- Champion de Norvège du super G en 2014.
- Champion de Norvège de descente en 2016 et 2017.
- Champion de Norvège de slalom géant en 2017.